# Atsushi Kikutani
Atsushi Kikutani (japanisch 菊谷 篤資 Kikutani Atsushi; * 18. Juni 1997 in der Präfektur Chiba) ist ein japanischer Fußballspieler.

## Karriere
Atsushi Kikutani erlernte das Fußballspielen in der Universitätsmannschaft der Edogawa University. Im Juni 2017 ging er nach Deutschland. Hier spielte er jeweils eine Saison für die TSG 1846 Bretzenheim, TSG Pfeddersheim und den FC Bayern Alzenau. Nach Ende der Saison 2019/20 war er von Juli 2019 bis Mitte Januar 2021 vertrags- und vereinslos. Am 19. Januar 2021 unterschrieb er einen Vertrag beim japanischen Drittligisten YSCC Yokohama in Yokohama. Sein Drittligadebüt gab Atsushi Kikutani am 4. April 2021 (4. Spieltag) im Auswärtsspiel gegen Azul Claro Numazu. Hier wurde er in der 60. Minute für Shuntarō Kawabe eingewechselt.